# 廣州華立科技職業學院
廣州華立科技職業學院是經廣東省人民政府批准、中華人民共和國教育部備案的全日制普通高職院校。始建於1999年6月。現有廣州和雲浮兩個校區，分別位於廣州增城區、雲浮高新技術開發區，學院總佔地面積938畝。
學院設有電力與智能製造學院、計算機信息工程學院、城建學院、藝術與傳媒學院、國際貿易與外語學院、管理學院、會計學院、健康學院和馬克思主義學院共9個二級學院。